# Paegniodes dao
Paegniodes dao is een haft uit de familie Heptageniidae. De wetenschappelijke naam van de soort is voor het eerst geldig gepubliceerd in 2004 door Nguyen & Bae.
De soort komt voor in het Oriëntaals gebied.